# Lado Fumic
Lado Fumic, né le 20 mai 1976 à Kirchheim unter Teck, est un coureur cycliste allemand de VTT cross-country. Il est le frère du coureur VTT Manuel Fumic.

## Palmarès en VTT

### Championnats d'Europe
- 2001
  -  Médaillé de bronze du championnat d'Europe de cross-country
- 2002
  -  Médaillé d'argent du championnat d'Europe de cross-country
- 2003
  -  Médaillé de bronze du championnat d'Europe de cross-country
- 2004
  -  Médaillé d'argent du championnat d'Europe de cross-country

### Championnats d'Allemagne
- Champion d'Allemagne de cross-country VTT : 2000, 2001, 2002, 2003, 2004, 2005
- Champion d'Allemagne de cross-country VTT marathon : 2005